# Кастиљоне ди Сичилија
Кастиљоне ди Сичилија је насеље у Италији у округу Катанија, региону Сицилија.
Према процени из 2011. у насељу је живело 1817 становника. Насеље се налази на надморској висини од 561 м.

## Становништво
| 1951. | 1961. | 1971. | 1981. | 1991. | 2001. | 2011. |
| ----- | ----- | ----- | ----- | ----- | ----- | ----- |
| 8.544 | 7.525 | 5.743 | 5.173 | 4.551 | 3.746 | 3.298 |